# Indijski luk
Indijski luk (“trudnički luk”, “morski luk”, “lažni morski luk”; lat. Albuca bracteata, sin. Stellarioides bracteata) vrsta je cvjetnice iz roda Albuca ili Stellarioides i porodice Asparagaceae. Potječe iz Južne Afrike, a danas se uzgaja po mnogim zemljama u svijetu. Izvorni areal ove vrste je Eastern Cape i KwaZulu-Natal. 

## Opis
Indijski luk je lukovičasti geofit i prvenstveno raste u suptropskom biomu. Porijeklom je iz Južne Afrike (Western Cape, Eastern Cape i KwaZulu-Natal).. To je uspravna biljka, visoka 1-1,5 m; lukovica izložena, zelena, do 6 cm promjera, male lukovice (odstupanja) brojne. Listova 8-12, plosnatih, dugih 40-100 cm, širokih 20-50 mm. Cvat duguljasti grozd s do 300 cvjetova, dug do 100 cm, koliko i listovi; brakteje duže od cvjetova; niže peteljke do 5-15 mm duge u plodu. Cvjetovi plosnati čašičasti; tepali dugi 9 mm, bijeli sa zelenom prugom na vanjskoj površini, ne ogleda se u plodu. Ovarij je okruglast, žutozelen. Čahura okruglasta, uspravna do 10 mm duga, vrh tup. Cvatnja: povremeno tijekom cijele godine.

## Staništa
Pojavljuje se u šumama, šumskim rubovima i zaklonjenim padinama.

## Ljekovitost
Koristi se za liječenje nespecificiranih medicinskih poremećaja i kao lijek. 

## Sinonimi
- Albuca bracteata (Thunb.) J.C.Manning & Goldblatt; Taxon 58(1): 93 (2009)
- Eliokarmos caudatum (Aiton) Raf.; Fl. Tellur. 2: 24 (1836)
- Fenelonia bracteata (Thunb.) Raf.; Atl. J. 145 (1832)
- Loncomelos caudatum (Aiton) Dostál; Folia Mus. Rerum Nat. Bohemiae Occid., Bot. 21: 15 (1984)
- Ornithogalum bracteatum Thunb.; Prodr. Pl. Cap. 62 (1794)
- Ornithogalum caudatum Aiton; Hort. Kew. 1: 442 (1789)
- Ornithogalum longibracteatum Jacq.; Hort. Vindob. 3: 18. t. 29 (1776)
- Ornithogalum massonii J.F.Gmel.; Syst. Nat. ed. 13[bis].: 551 (1791), nom. illeg.
- Ornithogalum scilloides Jacq.; Pl. Hort. Schoenbr. 1: 46 (1797)
- Urginea mouretii Batt. & Trab.; Bull. Soc. Bot. France 68: 438 (1921 publ. 1922)
- Urophyllon caudatum (Aiton) Salisb.; Gen. Pl.: 36 (1866), nom. inval.

## Vanjske poveznice
- SANBI
- Indijski luk - raste kod kuće
- Kako saditi indijski luk